# Marco Rizzone
Marco Rizzone (Genova, 3 aprile 1983) è un politico italiano.

## Biografia
Nato e cresciuto a Genova, si laurea in Economia e Commercio all'Università di Pisa, per poi ottenere una laurea magistrale in Banca, finanza aziendale e mercati finanziari presso l'Università di Pisa. Contemporaneamente, è stato allievo della Scuola Superiore Sant'Anna, presso la quale ha conseguito il diploma di licenza.
Durante il Dottorato in Management presso la Scuola Superiore Sant'Anna, tornato in Italia dopo un periodo di studio e lavoro in Silicon Valley, dapprima collabora con acceleratori di impresa, business angels e fondi di investimento per poi decidere di fondare diverse start-up in ambito tecnologico. Viene candidato dal Movimento 5 Stelle alle elezioni politiche del 2018 nella circoscrizione Liguria per il collegio di Genova-San Fruttuoso, dove verrà eletto deputato.
All'inizio del 2020 è tra i promotori dell'alleanza Pd-M5S in Liguria per le elezioni regionali con a capo della coalizione Ferruccio Sansa.
Il 13 agosto 2020 è deferito dai vertici del suo partito al Collegio dei probiviri del M5S con la richiesta di sospensione immediata per avere ottenuto il bonus di 600 euro stanziato dal Governo per i titolari delle partite Iva in difficoltà economiche a causa dell'emergenza Covid.
Il 14 settembre viene così espulso dal Movimento 5 stelle.
Il 13 gennaio 2021 aderisce alla componente del Misto Centro Democratico-Italiani in Europa.
Il 27 maggio seguente aderisce a Coraggio Italia, il nuovo partito fondato dal sindaco di Venezia Luigi Brugnaro insieme al presidente della Liguria Giovanni Toti e a numerosi parlamentari di diversa provenienza (M5S, Forza Italia, Cambiamo!-Popolo Protagonista, Lega e Centro Democratico). Rizzone diventa vicepresidente del gruppo alla Camera e membro della direzione nazionale del partito.
Alle elezioni politiche del 2022 viene candidato capolista di Noi moderati, lista formata da Coraggio Italia, Noi con l’Italia, Italia al Centro e UdC, nel collegio plurinominale Puglia 2 (Bari - Molfetta) ma non viene rieletto anche perché la formazione non supera il 3%.